# Peter Wenzel
Peter Wenzel (Mohlis, 15 aprile 1952) è un ex sollevatore tedesco orientale medagliato olimpico e campione mondiale ed europeo che ha gareggiato nella categoria dei pesi medi (fino a 75 kg).

## Carriera
Wenzel cominciò a sollevare pesi all'età di 14 anni e nel 1972 esordì con la squadra nazionale della Germania Est.
Un anno dopo arrivò subito la prima affermazione a livello internazionale, quando vinse la medaglia d'argento ai Campionati mondiali de L'Avana con 317,5 kg nel totale, terminando dietro al bulgaro Nedelčo Kolev (337,5 kg) e davanti all'ungherese András Stark (312,5 kg).
Nel 1974 vinse la medaglia d'argento ai Campionati europei di Verona con 327,5 kg nel totale, battuto ancora da Kolev (340 kg), e qualche mese dopo vinse anche la medaglia di bronzo ai Campionati mondiali di Manila con 322,5 kg nel totale.
Il 1975 fu l'anno della consacrazione definitiva e di maggiore successo per Wenzel, quando riuscì a conquistare la medaglia d'oro ai Campionati mondiali ed europei di Mosca con 335 kg nel totale, battendo i bulgari Jordan Mitkov (332,5 kg) e Nedelčo Kolev (325 kg).
L'anno seguente Wenzel ottenne la medaglia d'argento ai Campionati europei di Berlino Est con 335 kg nel totale, dietro all'emergente sovietico Vardan Militosyan (340 kg), e qualche mese dopo partecipò alle Olimpiadi di Montréal 1976, non riuscendo a esprimersi al suo massimo livello e dovendosi accontentare della medaglia di bronzo con 327,5 kg nel totale, alle spalle di Jordan Mitkov (335 kg) e di Vardan Militosyan (330 kg). In quell'anno la competizione olimpica di sollevamento pesi era valida anche come Campionato mondiale.
Nel 1977 Wenzel vinse la medaglia d'argento ai Campionati mondiali ed europei di Stoccarda con 337,5 kg, dietro al sovietico Jurij Vardanjan (345 kg) e davanti al connazionale Günter Schliwka (330 kg).
L'anno successivo Wenzel si aggiudicò la medaglia di bronzo ai Campionati mondiali di Gettysburg con 335 kg nel totale.
Nel 1979, dopo aver ottenuto la medaglia di bronzo ai Campionati europei di Varna con 332,5 kg nel totale, vinse un'altra medaglia di bronzo ai Campionati mondiali di Salonicco con 337,5 kg nel totale.
Peter Wenzel concluse la sua carriera sportiva prima delle Olimpiadi di Mosca 1980.